# Hotephirnebty
Hetephernebti o Hotephirnebty fue una reina egipcia de la III dinastía, la única esposa conocida del faraón Zoser. 
| nbty | Htp · Hr |

| nbty | Htp · Hr |

Los nombres de Hetephernebti y de Inetkaes, su hija con Zoser, están inscritos sobre una estela encontrada cerca del complejo piramidal de Zoser en Saqqara, y en un relieve en Heliópolis que muestra a Zoser acompañado por ambas.
Entre sus títulos se encuentran aquella que ve a Horus (m33.t-ḥrw-) y Grande del Cetro (wr.t-ht=s), ambos comunes para reinas importantes en este periodo, así como el de "Hija del Rey", lo cual indica que podría ser hija de Jasejemuy y Nimaathap, y por tanto hermana o medio hermana de su marido Zoser.